# Йохан Хайнрих Нотхафт фон Вернберг
Йохан Хайнрих Нотхафт фон Вернберг (на немски: Johann Heinrich Notthafft Graf von Wernberg; * 9 февруари 1604, Блайбах; † 2 юли 1665, Виена) от баварския древен благороднически род Нотхафт, е имперски граф на Вернберг, имперски дворцов съветник и имперски дворцов вицепрезидент.

## Произход и управление
Той е син на Волф Албрехт Нотхафт фон Вернберг (1589 – 1621) и съпругата му Анна Елизабет фон Кьонигсфелд, дъщеря на Йоханес Зигисмунд фон Кьонигсфелд и втората му съпруга Вероника фон Тауфкирхен. Внук е на Йеремиас Нотхафт цу Груеб-Плайбах и Хелена Пойслин фон Лойфлинг.
Йохан Хайнрих следва от 1623 г. в университета в Инголщат, където промовира през 1628 г. военна архитектура. Първо той е евангелийски-лутеранец, през 1625 г. става католик.
През 1630 г. на курфюрсткото събрание в Регенсбург император Фердинанд II издига Йохан Хайнрих Нотхафт фон Вернберг на имперски дворцов съветник и кемерер. Същата година той е изпратен като императорски комисар в Регенсбург. През 1632 г. император Фердинанд II го издига на имеперски фрайхер. Оттогава той участва редовно в сбирките на имперския дворцов съвет. През 1638 г. император Фердинанд III го издига на наследствен имперски граф. През 1642 г. той е императорски пратеник в Нюрнберг, Франкфурт на Майн и при епископа в Бамберг.
На 14 септември 1663 г. той става вицепрезидент на имперския дворцов съвет, чрез което става един от най-влиятелните чиновници на Свещената Римска империя на немските нации. След ок. две години той умира на 2 юли 1665 г. в резиденцията му във Виена. Погребан е от фамилията му в църквата на кармелитския манастир Щраубинг.
От 1657 г. граф Йохан Хайнрих е член на литературното общество Fruchtbringenden Gesellschaft. С неговия внук Йохан Хайнрих Франц Емануел родът измира през 1734 г.

## Фамилия
Първи брак: на 11 януари 1626 г. с Анна Мария фон Шварценберг (* 23 януари 1583; † 20 декември 1637, Цайцкофен), вдовица на фрайхер Паул Хартунг фон Гумпенберг († 13 май 1613) и на фрайхер Йохан Кристоф фон Лойблфинг († 16 март 1619), дъщеря на граф Кристоф II фон Шварценберг (1550 – 1596) и Анна Кергл цу Фюрт (1553 – 1622). Тя донася в брака имението Визенфелден. Бракът е бездетен.
Втори брак: на 13 ноември 1639 г. с фрайин Мария Елеонора фон Цинцендорф (* 22 юни 1610, Шварценбах; † 1639?). Те имат седем деца:
- Хайнрих Лудвиг Нотхафт фон Вернберг (* 12 януари 1642; † 9 май 1644, Визенфелден)
- Волф Хайнрих Нотхафт фон Вернберг (* 31 януари 1647; † 1705, Визенфелден), женен за Мария Анна Терезия (+ 12 март 1704
- Георг Хайнрих Нотхафт (* 29 юни 1648, Виена)
- Мария Евсебия Нотхафт фон Вернберг (* 28 март 1644)
- Мария Катарина Нотхафт (* 26 ноември 1649, Виена; † 1650?)
- Ева Елеонора Нотхафт (* 13 февруари 1652, Виена)
- Елизабет Регина Нотхафт (* 18 февруари 1654, Виена)